# Metz-le-Comte
Metz-le-Comte là một xã của tỉnh Nièvre, thuộc vùng Bourgogne-Franche-Comté, miền trung nước Pháp.

## Dân số
Theo điều tra dân số 1999 có dân số là 165. Vào ngày 1 tháng 1 năm 2006, dân số ước tính là 190 người.